# Catedral de la Inmaculada Concepción (Comayagua)
La catedral de la Inmaculada Concepción o catedral de Comayagua es un templo católico ubicado en la ciudad de Comayagua, Honduras, y es la catedral de la diócesis de Comayagua. El templo es uno de los más antiguos de América, siendo construido durante la época colonial de Nueva España. Su primera fase fue iniciada en 1563, su última fase finalizada el 8 de diciembre de 1711, y finalmente bendecida en 1715. A pesar de su antigüedad como la catedral más antigua de Honduras, es la Iglesia de la Merced, (ubicada a unas cuadras de la Catedral) la más antigua aun en pie en todo Honduras (construida en 1550). Dicha Catedral ha sufrido a lo largo de los años varias modificaciones durante y después de su construcción.

## Historia
La Catedral posee más de 400 años de historia, sin embargo no se poseen suficientes documentos históricos que hablen sobre el proceso de construcción del edificio a través del tiempo o planos y dibujos de ninguna etapa constructiva. Debido a este gran problema, la evolución histórica de la Catedral de Comayagua ha sido hasta el momento un problema difícil de entender. De igual forma diversas investigaciones y gracias a la Arqueología Histórica dentro del edificio se ha logrado entender mejor la historia del mismo y los diversos cambios y reconstrucciones que ha tenido a lo largo de los siglos. Finalmente se descubrió que la Catedral ha pasado por tres fases constructivas siendo la primera iniciada en el siglo XVI y la última a inicios del siglo XVIII.

### Época colonial
Para mediados del siglo XVI la villa ya mantenía una considerable población producto de la migraciones de Colonos españoles e Indígenas que llegaban a establecerse en ella y esta ya carecía de un templo de gran tamaño, ya que la única catedral de la ciudad era la iglesia de la Merced, así que en 1563 se inició  la construcción de un templo más grande que funcionase como segunda catedral de la villa de Santa María de la Concepción de Comayagua.  

#### SigloXVII
Según los apuntes del históricos del profesor Mario Felipe Martínez la Primera Catedral fue dañada alrededor de 1610 por inclemencias del clima, así que las autoridades dan luz verde la reconstrucción a partir de 1611. Así la nueva fase de la catedral fue iniciada, dentro de sus supervisores estuvo el obispo español Alonso Vargas y Abarca, continuada por el obispo fray Juan Pérez Carpintero y terminada por el obispo fray Antonio López de Guadalupe, la segunda fase de construcción tardo entre 1611 a 1634. Durante esta etapa Muchas de sus piezas fueron traídas desde España, más en concreto desde la ciudad de Jaén. Estos retablos aun existen en la actualidad. 

#### SigloXVIII
Finalmente en el siglo XVIII se da inicio a la última etapa constructiva de la Catedral. Para 1703 el obispo habla en sus cartas enviadas al rey Felipe V que la segunda fase ya demostraba indicios de un deterioro en su estructura y se hablaba que necesitaba una remodelación tras ver el mal estado de las páredes, así que en 1705 se inicia la tercera fase. Durante esta se modifica la fachada dando forma a la actual y se termina de darla forma final que todos conocemos hoy en día. La catedral fue bendecida en 1715.
De acuerdo con datos del Instituto Hondureño de Antropología e Historia (IHAH), alrededor de 18 pueblos indígenas y diversos albañiles trabajaron en la construcción del monumento católico. Acorde con el historiador Mario Felipe Martínez, la historia de la traza y alzado que presenta actualmente la Catedral de Comayagua, ofrece un largo proceso de construcciones y reconstrucciones que se remonta hasta mediados del siglo XVI. Para el siglo XVIII la catedral fue el edificio más grande de la provincia de Honduras.

### Época republicana

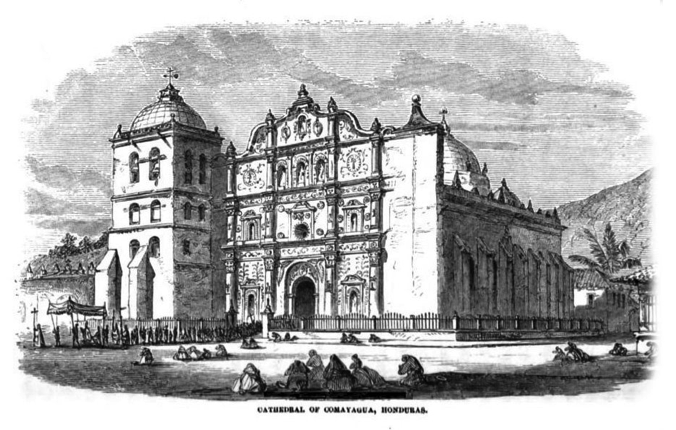
Ilustración de la catedral a finales del realizada por la ilustradora Mary Lester.

Para el siglo XIX fue el lugar de boda del general Francisco Morazán el 30 de diciembre de 1825. El día 4 de abril de 1827 en el marco de la guerra civil centroamericana, Comayagua fue incendiada y saqueada en gran parte por José Nicolás Irías Midence, contando con el apoyo del Presidente de la República, General don Manuel José Arce debido a que estos  pertenecían al bando conservador de la República Federal Centroamericana. Por ende la catedral sufrió daños y saqueos por parte del ejército de Midence como podrían ser saqueos a las piezas de su interior.
Para mediados del siglo XIX toma el puesto de obispo el Monseñor Juan Felipe Zepeda, quien en su cargo designó 100 000 pesos mensuales de los diezmos de la Santa Catedral para los músicos y cuando el mencionado sacerdote recibió una herencia de su padre que vivía en Olancho, la invirtió en mejorar la catedral, otra parte fue entregada a los pobres y con el resto celebró un contrato con la Casa Clamer, de Londres para la construcción de un órgano que sería donado a la Catedral.

#### Actualidad
Los estudios a inicios de los 2000 se dio a entender que Con el paso de los siglos se realizaron sepulturas dentro del templo, según el investigador e historiador local Tirso Zapata, entre los difuntos que se encuentran en el interior de la Catedral están la de los obispos Don Juan Merlo de la Fuente y Fray Gaspar de Andrade las cuales en los años sesenta, sus cuerpos los cuales poseían una Incorruptibilidad cadavérica, se encontraban expuestos al público en general en unas urnas de cristal, pero en el año de 1963 el ya fallecido Monseñor Bernandino Mozzarella ordenó ocultarlas por lo que nunca volvieron a ser exhibidas ya que podrían ser dañadas.
Su estructura es de paredes de ladrillo y adobe y techo de teja con artesanado y cerámica. Cuenta además con 10 ventanas que iluminan su interior y tiene cinco cuerpos divididos por diez pilastras cruciformes que forman arcos formeros. La catedral se dedicó a Santa María, madre de Jesús y se construyó en la Plaza Central de la ciudad. A inicios del presente siglo fue restaurada en su totalidad, como parte del proyecto de rehabilitación del centro histórico de la ciudad, obra dirigida por el IHAH, con la colaboración de la Agencia de Cooperación Española. Hoy en día la catedral sigue siendo un foco de reunión para los comayagüenses y uno de sus sitios históricos más valorados, junto con las otras iglesias coloniales, las iglesias de la Merced, San Francisco, San Sebastián y la Caridad.

## Arquitectura

### Interior

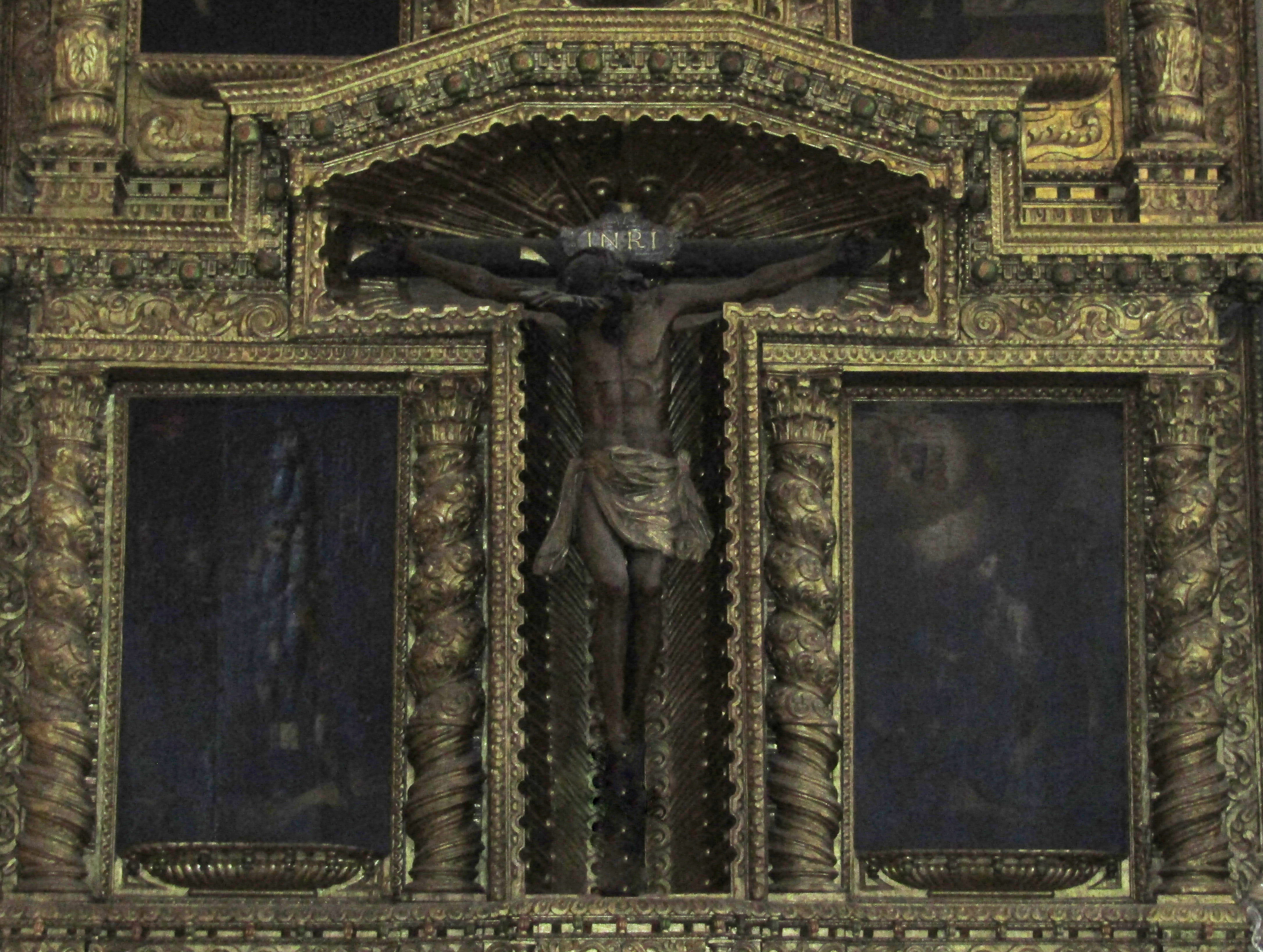
Los retablos fueron hechos en suelo hondureño, y poseen una imagen de la inmaculada concepción y un crucifijo hechos por el artista español Francisco De Ocampo en la ciudad de Jaén, España.

Consta de planta de cruz latina con tres naves con bóveda de cañón, con cinco tramos, el presbiterio se cubre con tres cúpulas semiesféricas. Tiene un anexo en donde se encuentra la capilla del Santísimo. En el altar mayor se puede ver tres retablos de madera dorada, con una talla de la imagen de la Inmaculada Concepción realizada en 1620 por el escultor jienense Francisco de Ocampo y donada a la ciudad por el rey Felipe III de España. Se dice que originalmente la catedral tenía 16 retablos o altares, sin embargo en la actualidad solo posee los 4 Altares mayores decorados con finos acabados de madera tallada y recubiertos con láminas de oro, otros con hermosas pinturas y otros están adornados con bellas imágenes.  

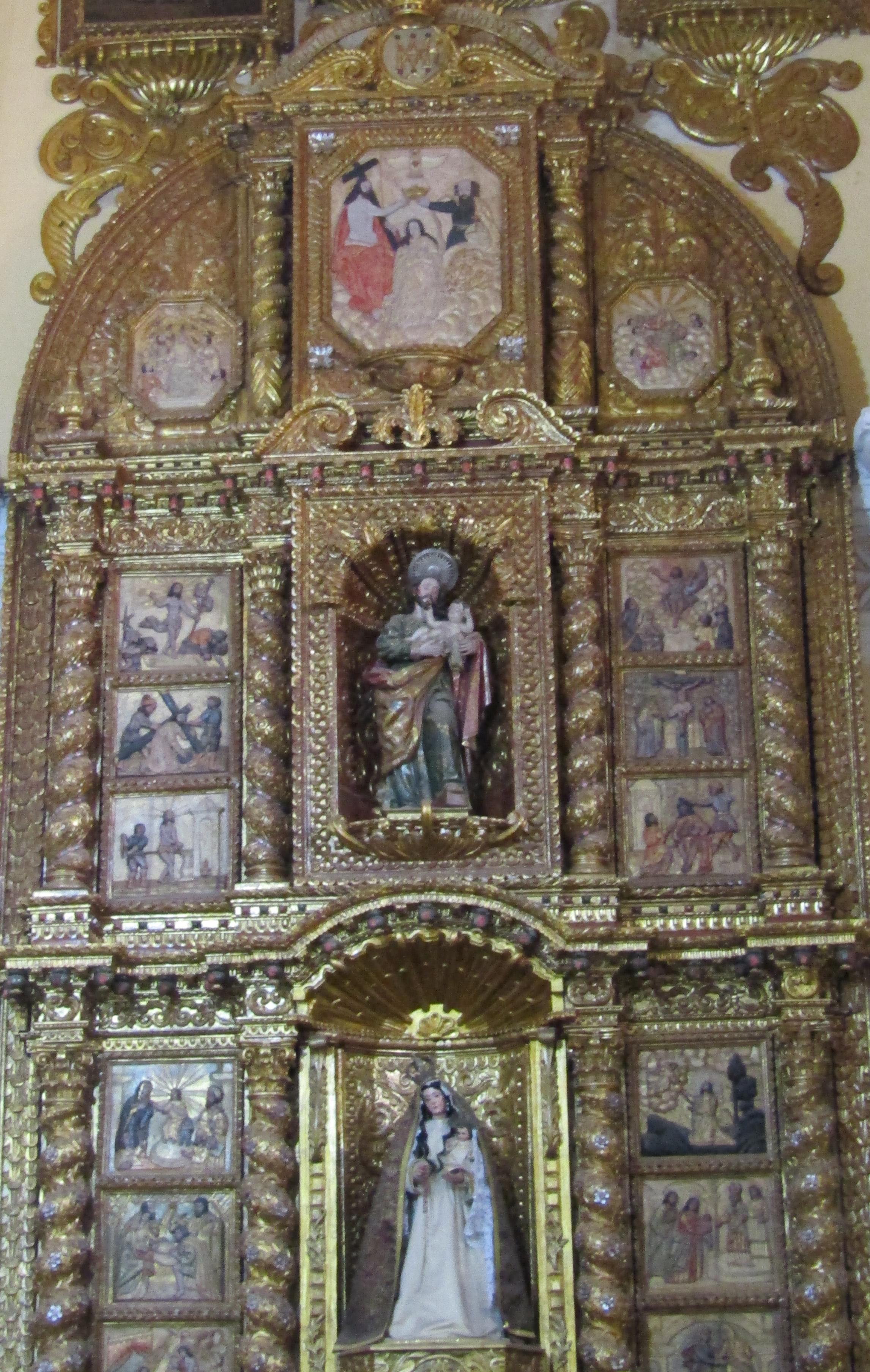
Retablo dedicado a la Pasión de Cristo.

Las ocho imágenes que están repartidas en el templo también fueron donación de Felipe III de España lo mismo que el crucificado también donado a la alcaldía en 1620 también realizado por el escultor jienense Ocampo. Dichos retablos han tenido que ser restaurados en más de una ocasión debido a que han sufrido el paso de los años, esto ha llevado a necesitar mucha inversión en su preservación. En visto que varias piezas se deterioraron. El púlpito de la Catedral de Comayagua fue construido en la misma fecha que los retablos, son de estilo barroco Español.

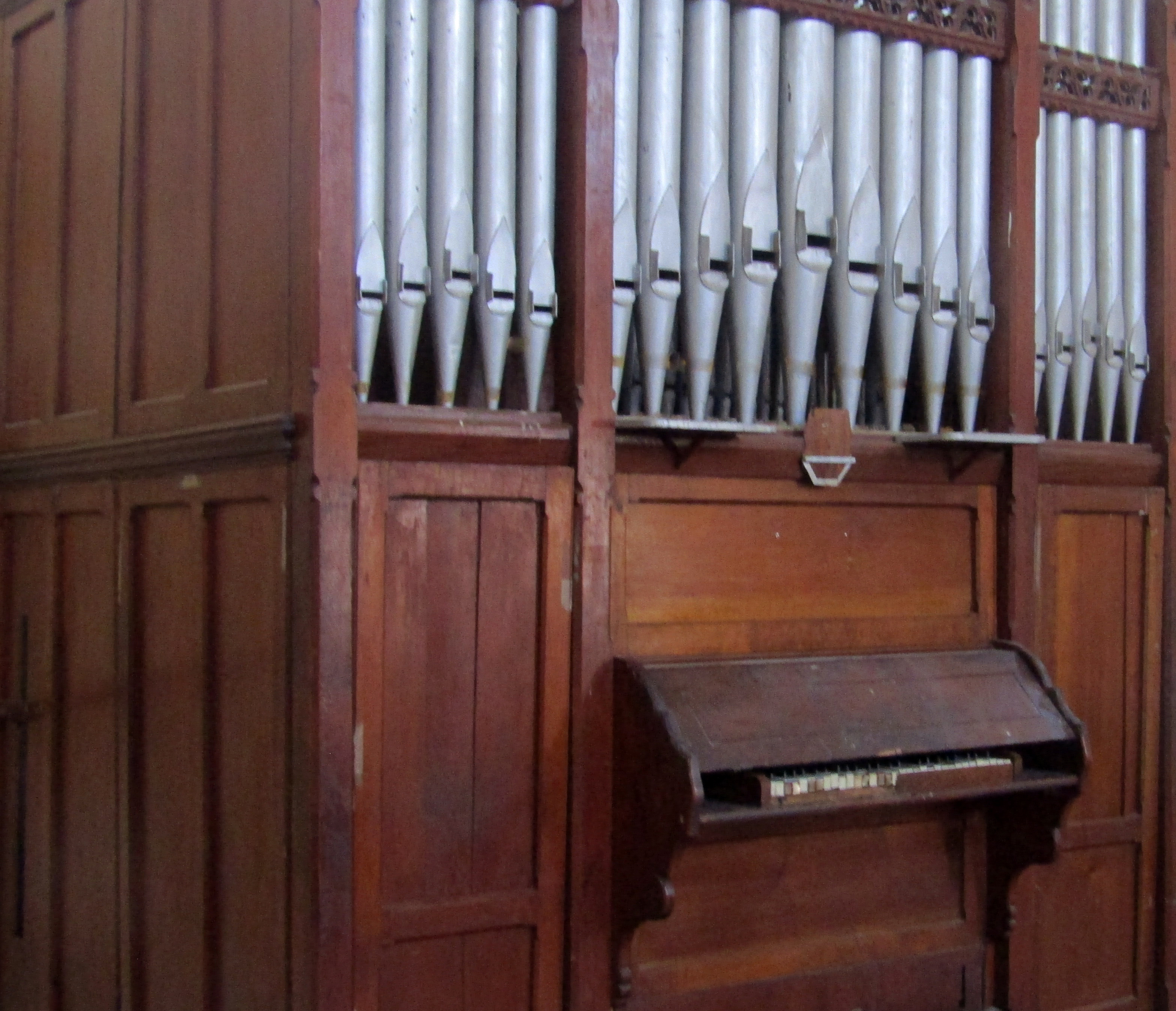
Órgano de la Catedral.

Las actuales lámparas que se encuentran colgadas en el interior del techo de la catedral son réplicas exactas de las lámparas originales hechas de plata las cuales fueron trasladadas y se pueden apreciar en exhibición en el museo de arte colonial de Comayagua el cual es el edificio al lado del templo que en su tiempo fue El Colegio Tridentino de Comayagua o también conocido como palacio episcopal. El órgano que posee cual llegó a la ciudad el 7 de diciembre de 1887 estrenado en la catedral, se mando a traer para que este acompáñese al coro durante las misas. El órgano actualmente ya no es empleado con frecuencia en las misas, a excepción de las misas de Semana Santa, Navidad, o para bodas.
Los  trabajos de  restauración de la catedral pudieron ver los restos de lo que fue el antiguo Coro de la catedral. Al quitar el  piso actual y bajar en el relleno de nivelación del mismo, pudieron ver los retos del cimiento del Coro original el cual fue construido en el siglo XVIII y fue demolido durante la década de los años 20 del siglo XX. Se excavó este rasgo para definir los límites del mismo así como su forma; encontrándose que la entrada al coro esta  enfrente  del Altar Mayor y que  tenía una forma trilobada en sus  gradas parecida a la que tenían las gradas del Presbiterio.
En su interior también se encuentran las tumbas de antiguos obispos y figuras políticas de Honduras en especial la tumba de Jesús María Medina quien en vida fuese el hijo del Capitán General José María Medina primer presidente de Honduras como República, quien ejerciera ese cargo en siete ocasiones.

### Exterior

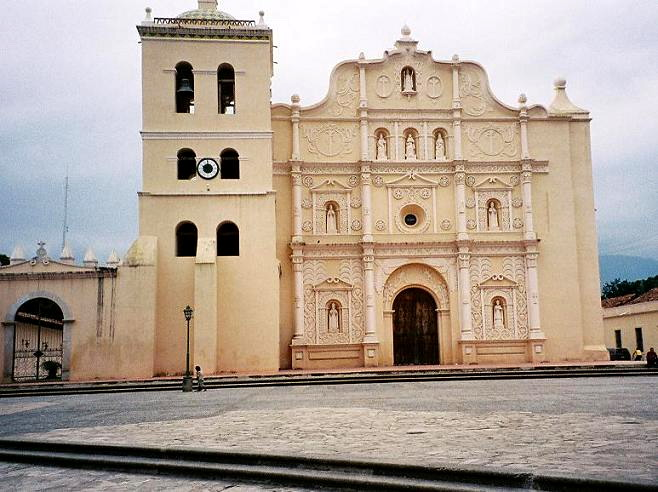
La fachada exterior de la catedral posee cientos de detalles finamente esculpidos, típicos del barroco novohispano.

En el exterior, la fachada guarda un estilo renacentista y barroco, está realizada en forma de retablo con tres calles, más ancha la central donde se encuentra la puerta de entrada de arco de medio punto. Las calles están divididas verticalmente por columnas adosadas y horizontalmente por cornisas formando cuatro pisos. Dentro de unas hornacinas de esta fachada, se encuentran las imágenes de cuatro doctores de la Iglesia en las calles laterales y en la central, del tercer piso, están las estatuas de la Virgen María y a sus lados San Juan Bautista y San José, por último en el cuarto piso se encuentra en el centro la figura de Cristo bendiciendo. 

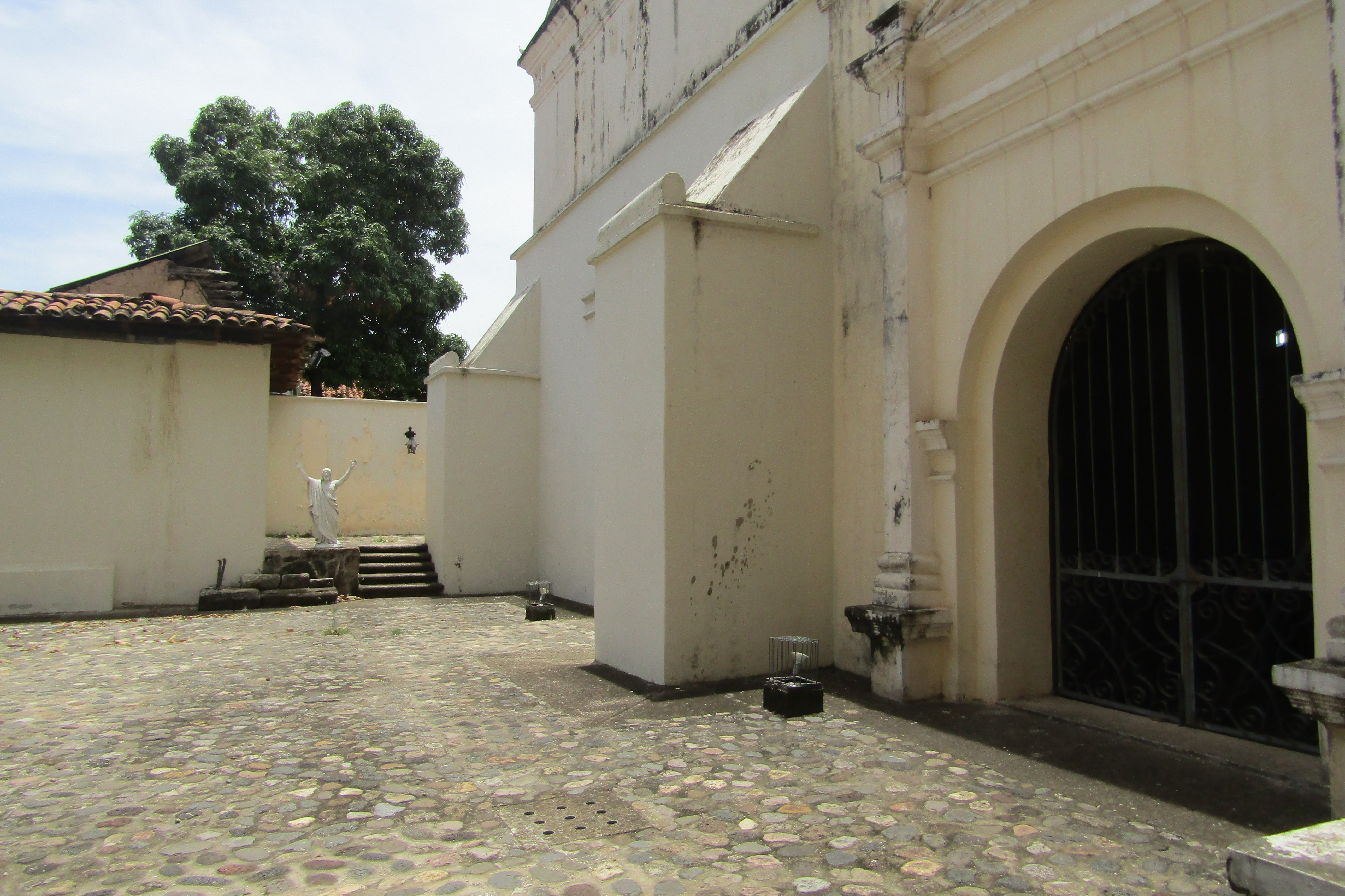
Parte del patio de la catedral el cual fue restaurado inicios de los años 2000.

El jardín del lado izquierdo sufrió varias modificación durante y después de su construcción, en un principio este fue el cementerio de la catedral destinado a las sepulturas de los funcionarios religiosos como los obispos. Sin embargo este fue clausurado en el siglo XIX para dar paso a la creación de un jardín.  Estos fue debido a que en marzo de 1843 se emitió una ley que prohibía  dar  terrajes  en  los  patios de  las  iglesias. Durante la restauración del mismo se descubrió que hubo una sucesión de 3 jardines, que subió el nivel del patio, hasta cubrir casi en un 25% de los portales. Resalta en el lado izquierdo de esta fachada principal, la torre campanario de cuatro pisos, el último es donde están colocadas las ocho campanas que dispone, posterior en su construcción a la fachada, este campanario se remata con una cúpula de cerámica de colores vidriada. del lado izquierdo se encuentra su patio lateral, su entrada principal es el portón al lado del campanario, este fue restaurado a inicios de la década de los 2000.

### Reloj

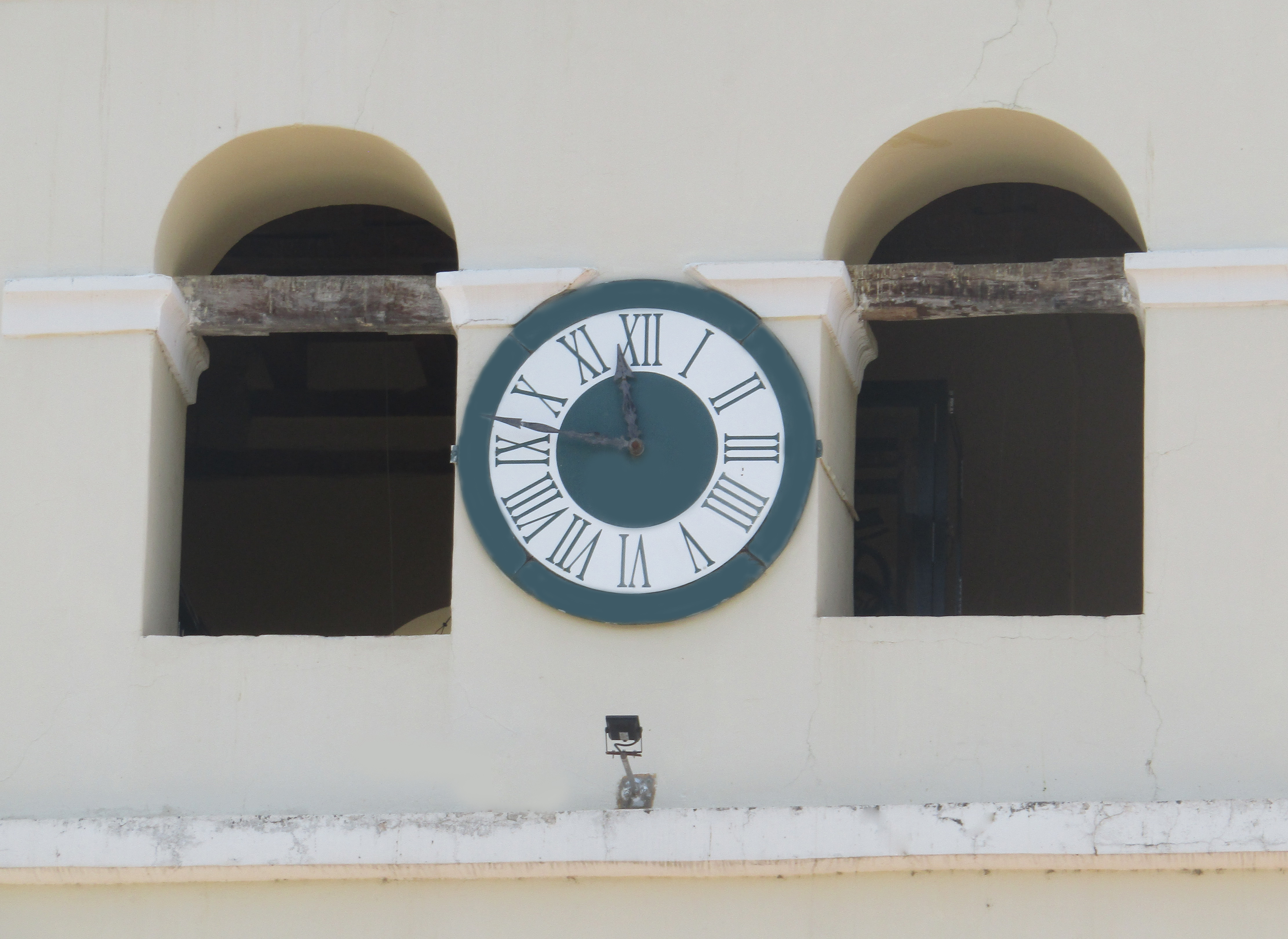
El reloj de la catedral es considerado el más antiguo de América.

En la torre de la catedral también se encuentra el reloj más antiguo de América, construido por los árabes en España durante el periodo del Imperio almorávide presuntamente alrededor del año 1100. Antes de ser transferido a las Américas, estaba trabajando en el palacio árabe de la Alhambra de Granada en España. Por orden del rey Felipe III de España, fue transferido a la región de Hibueras (actual Honduras) de la Nueva España, donde funcionaría como el reloj de la ciudad.
El mecanismo del reloj se basa en engranajes, cuerdas, pesas y un péndulo, todo el conjunto muestra la hora en el dial ubicado en la fachada de la iglesia donde el número 4 en números romanos se muestra como IIII y no como IV. Durante el 2007 fue sometido a un proceso de restauración, por parte de la Alcaldía Municipal, el Congreso Nacional, el Comité Cultural Comayagüense y la supervisión del Instituto Hondureño de Antropología e Historia, para ello se localizó al maestro relojero Rodolfo Antonio Cerón Martínez de Guatemala, quien después de cinco meses de ardua labor concluyó su trabajo el 20 de diciembre del 2007.
Existe un conflicto entre sí es o no el más antiguo del planeta, su contendiente es un reloj encontrado en Inglaterra y se alega que es el más antiguo, sin embargo, está hecho sobre la base de hierro fundido y el de Comayagua en base de hierro forjado, de las dos técnicas, el hierro forjado es más antiguo que el utilizado en el reloj inglés, por lo que se deduce que el Comayagua es el más antiguo.